# Stanisław Estreicher

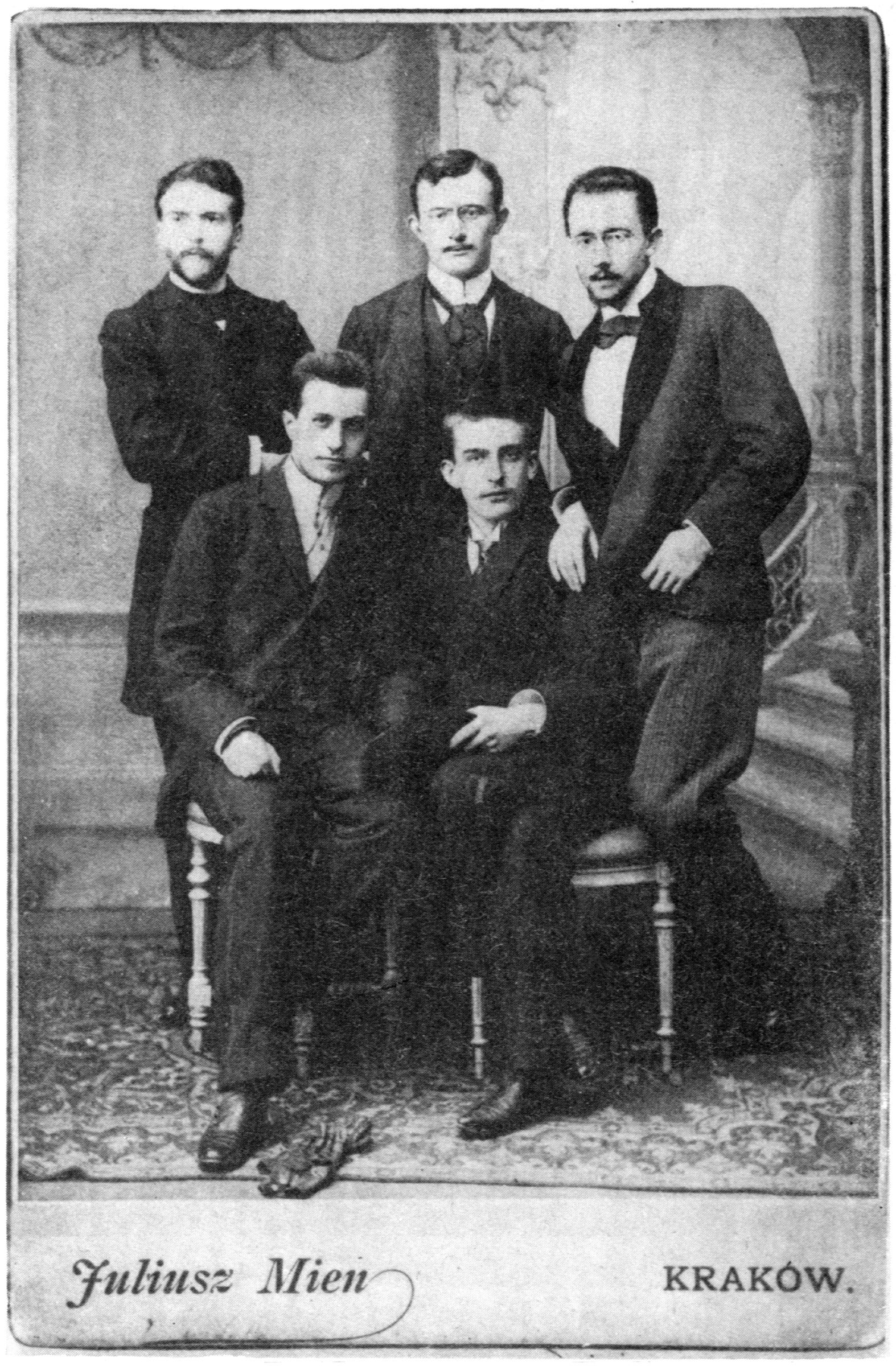
Na fotografii ze stycznia 1893: stoją od lewej S. Wyspiański, L. Rydel, K. Maszkowski; siedzą: H. Opieński, S. Estreicher

Stanisław Ambroży Estreicher (ur. 26 listopada 1869 w Krakowie, zm. 28 grudnia 1939 w Sachsenhausen) – polski historyk prawa, bibliograf, profesor i rektor Uniwersytetu Jagiellońskiego, założyciel Unii Narodowo-Państwowej w 1922 roku.

## Życiorys
Był synem Karola Józefa (wybitnego bibliografa, dyrektora Biblioteki Jagiellońskiej) i Stefanii z Grabowskich. Należał do znanej rodziny uczonych krakowskich Estreicherów i kontynuował jej tradycje – czego symbolem stało się miejsce jego urodzenia, służbowe mieszkanie ojca w Collegium Maius UJ. Pierwsze nauki pobierał w domu rodzinnym i Seminarium Nauczycielskim w Krakowie; w latach 1879–1887 był uczniem krakowskiego Gimnazjum Św. Anny. Studiował następnie na UJ historię prawa i historię literatury (1887–1892, 1892 doktorat), słuchał również wykładów z ekonomii politycznej, etnografii i socjologii. Uzupełniał studia na uniwersytecie w Wiedniu (1892). Zainteresowania historią i prawem zawdzięczał lekturze dzieł Józefa Szujskiego i Michała Bobrzyńskiego. Niezależnie od studiów interesował się sztuką, sympatyzował z modernizmem, nawiązał przyjaźnie ze Stanisławem Wyspiańskim, Józefem Mehofferem i Henrykiem Opieńskim. Po studiach odbył praktykę sądową w Krakowie (1892–1893), po czym wyjechał do Berlina i przez rok uzupełniał wykształcenie w dziedzinie prawa na tamtejszym uniwersytecie. W 1895 przedstawił na UJ pracę habilitacyjną Studya nad historyą kontraktu kupna w prawie niemieckim epoki frankońskiej (przygotowaną pod kierunkiem Franciszka Piekosińskiego i Bolesława Ulanowskiego) i został docentem w Katedrze Prawa Niemieckiego. W 1902 mianowany profesorem nadzwyczajnym, objął zarazem kierownictwo tej Katedry (które zachował do wybuchu II wojny światowej), a w 1906 został profesorem zwyczajnym. Wykładał na UJ historię prawodawstw najstarszych cywilizacji i prawodawstw zachodnioeuropejskich. Pełnił funkcję dziekana Wydziału Prawa (1911/1912, 1918/1919, 1926/1927), rektora (1919–1921), prorektora (1921/1922), wchodził w skład Komisji Egzaminacyjnej Oddziału Prawno-Historycznego.
W 1914 został członkiem korespondentem AU (późniejsza PAU), w 1930 członkiem czynnym Akademii; od 1937 był dyrektorem Wydziału II PAU. W 1896 należał do grona współzałożycieli Towarzystwa Miłośników Historii i Zabytków Krakowa. W latach 1903–1906 blisko współpracował z pismem „Ognisko”, gdzie kontaktował się z Henrykiem Sienkiewiczem, Felicjanem Faleńskim i Włodzimierzem Spasowiczem. W pismach „Świat” i „Czas” propagował twórców Młodej Polski (poza Przybyszewskim), zwłaszcza Wyspiańskiego. W polityce sympatyzował z liberałami, propagował idee Władysława Sikorskiego, potępił natomiast przewrót majowy i proces brzeski (wcześniej występował przeciwko monarchii habsburskiej). Był członkiem prezydium Komitetu Obrony Państwowej w Krakowie w 1920 roku.
Od 1899 roku związany był z konserwatywnym krakowskim dziennikiem „Czas”, gdzie początkowo odpowiadał za artykuły dotyczące literatury i sztuki współczesnej, a za czasów prowadzenia redakcji przez Rudolfa Starzewskiego stopniowo stawał się jednym z czołowych kreatorów linii politycznej pisma. Zerwał z nim współpracę dopiero w momencie przeniesienia redakcji z Krakowa do Warszawy, którą ze względów finansowych, politycznych i organizacyjnych przeforsował ówczesny przywódca obozu konserwatywnego, Janusz Radziwiłł.
Dzięki szerokiemu zakresowi oraz wykorzystaniu metod porównawczych i socjologicznych w badaniach naukowych udało mu się zgromadzić w prowadzonej katedrze grono wybitnych uczniów; byli to m.in. Konstanty Grzybowski (przyszły zięć Estreichera), Feliks Gross, Bogusław Leśnodorski, Bronisław Malinowski, Ksawery Pruszyński, Adam Vetulani. Jako rektor i prorektor UJ powołał do życia nowe katedry i zakłady oraz pozyskał tereny pod rozbudowę uczelni; dokonał także reorganizacji Archiwum UJ. W 1920 odegrał znaczącą rolę w walce o szeroką autonomię, przyznaną wyższym uczelniom; w 1933, po reformach ministra Janusza Jędrzejewicza zorganizował z innymi profesorami uniwersytetu tzw. poufny komitet obrony w sprawie autonomii UJ (z Władysławem Natansonem, Stanisławem Kotem, Michałem Godlewskim i Konstantym Michalskim).
Po wybuchu II wojny światowej został aresztowany przez Niemców 6 listopada 1939 w trakcie Sonderaktion Krakau; więziony w Krakowie, Wrocławiu i obozie koncentracyjnym Sachsenhausen, zmarł w obozie w wyniku nieleczonej mocznicy. Pochowany został w grobowcu rodzinnym na cmentarzu Rakowickim w Krakowie (kwatera BA, płd.).

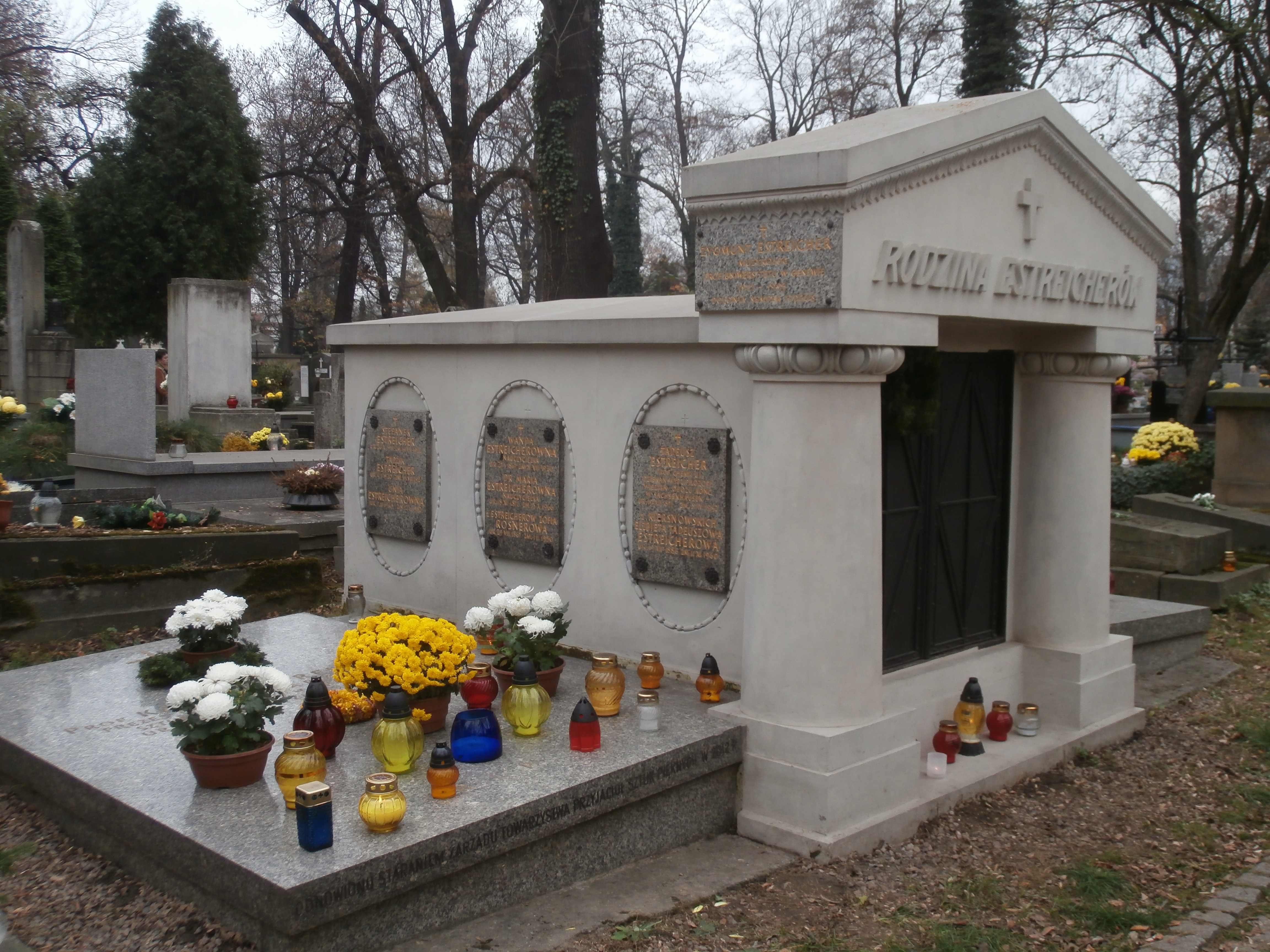
Grobowiec rodziny Estreicherów na cmentarzu Rakowickim (2013)

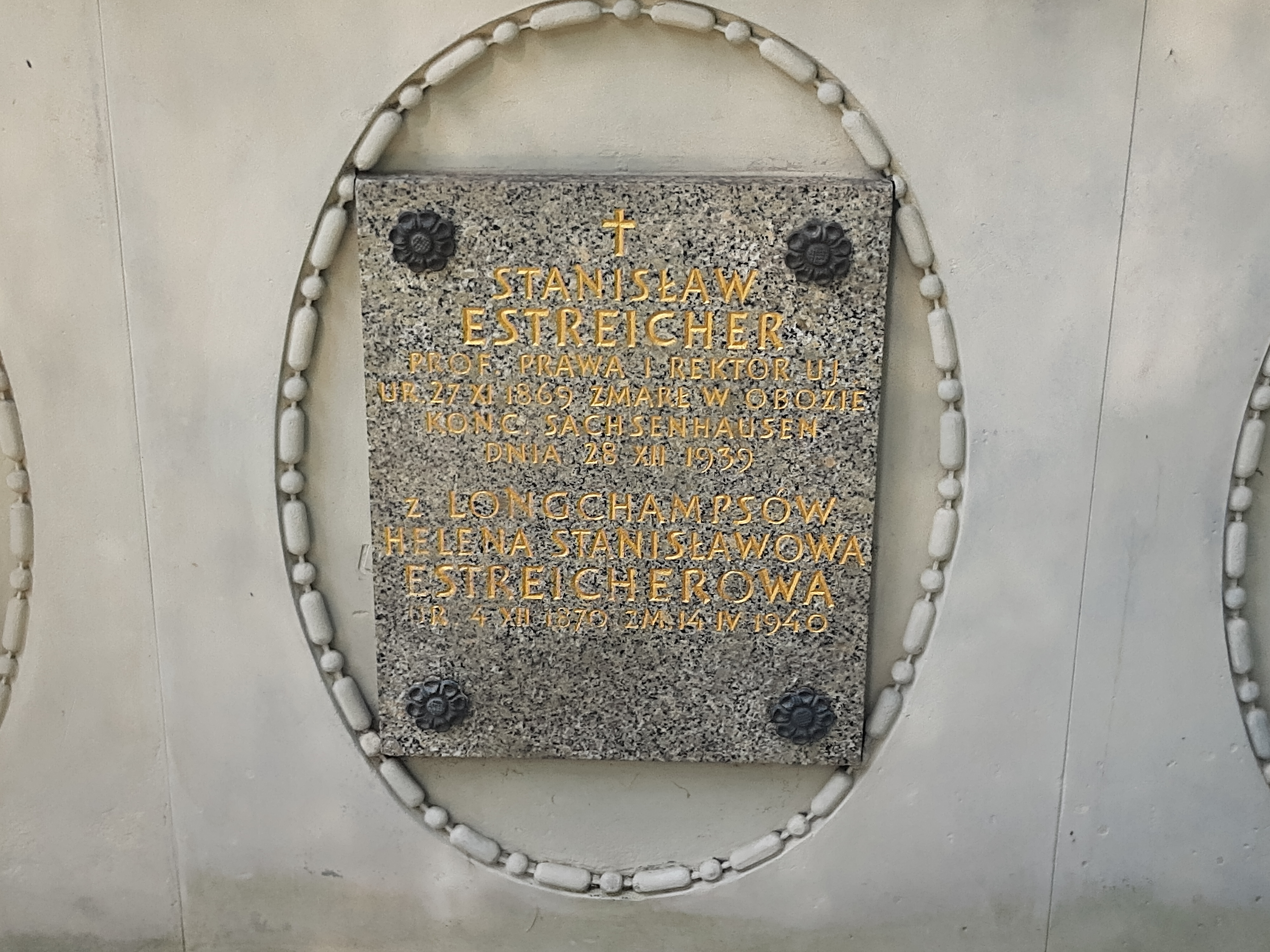
płyta nagrobna prof. Stanisława Estreichera

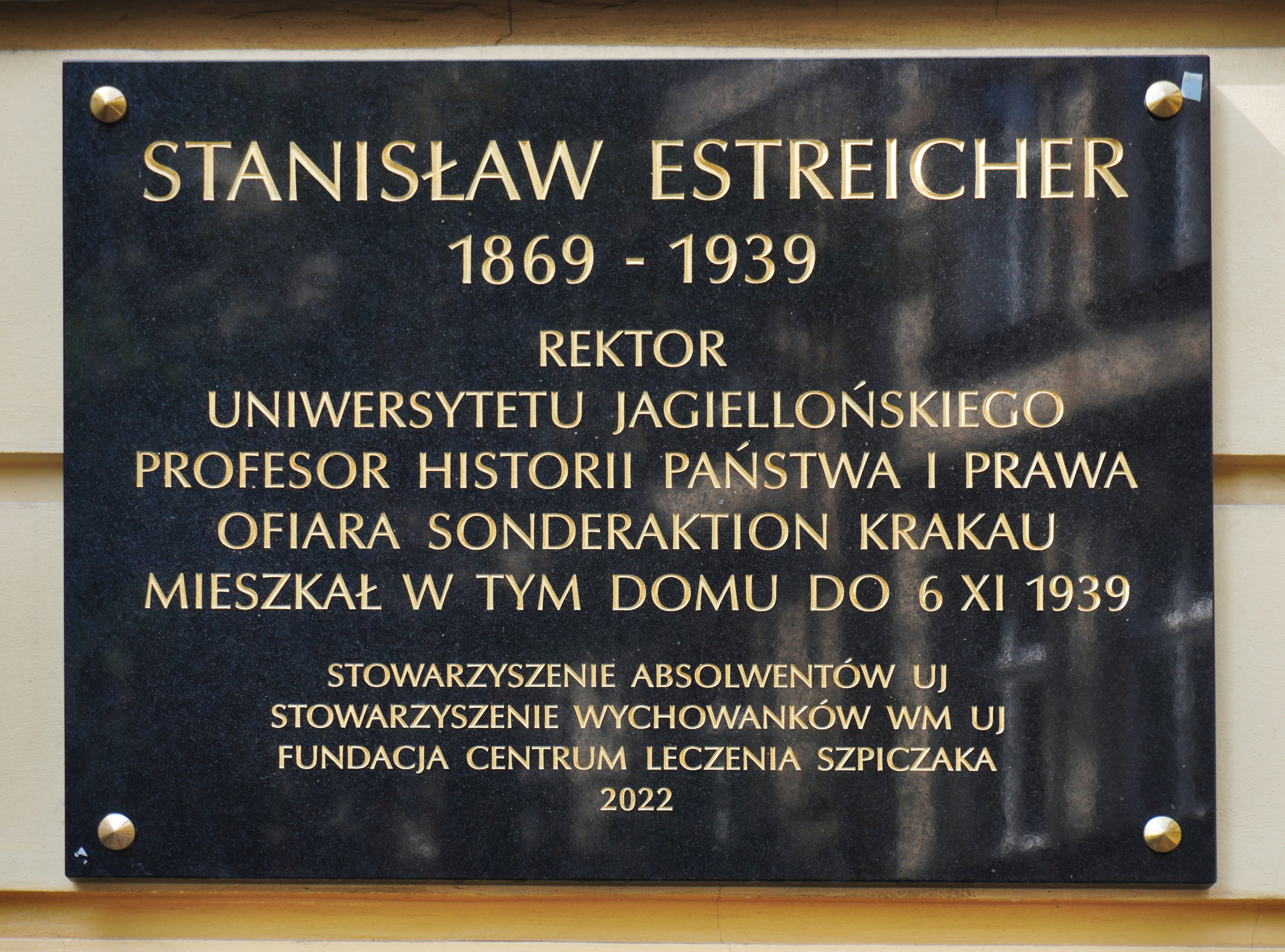
Tablica upamiętniająca Stanisława Estreichera w elewacji kamienicy przy ul. Jana Sobieskiego 10 w Krakowie

## Praca naukowa
W pracy naukowej zajmował się historią prawa niemieckiego i polskiego, historią doktryn politycznych i prawnych, a także bibliografią i edytorstwem. Badał instytucje i zwyczaje sądowe domniemanego pochodzenia frankońskiego (opole, prawiedlnik), interesował się wpływem prawa niemieckiego na Polskę średniowieczną. Wykazał odrębność niektórych zwyczajów prawnych, ukształtowanych w Polsce pod wpływem prawa magdeburskiego (np. frymarku). W pracy Początki prawa umownego (1908) przedstawił genezę i rozwój prawa umownego i proces jego przekształcania się w prawo świeckie. Na podstawie analizy prawodawstwa Bliskiego Wschodu III i II wieku p.n.e. przedstawił próbę przedstawienia ciągłości rozwoju cywilizacji (Najstarsze kodeksy prawne świata, 1931), dokonał porównania prawa asyryjskiego, babilońskiego i hetyckiego. Zajmował się także lokacją miasta Krakowa (1257) i początkami samorządu miejskiego (Kraków i Magdeburg w przywileju fundacyjnym Krakowa, 1911), ale również znaczeniem kulturalnym miasta w XIX wieku (Znaczenie Krakowa dla życia narodowego polskiego w ciągu XIX wieku, 1931).
Kładł szczególny nacisk na metodę porównawczą w badaniach naukowych; wykorzystywał ją m.in. w analizie doktryn politycznych Andrzeja Frycza-Modrzewskiego, Łukasza Górnickiego, Piotra Skargi, Jana Zamoyskiego, Williama Ockhama, Jana Jakuba Russo, Monteskiusza. Wykazał podstawy tomistyczne poglądów Stanisława Orzechowskiego.
Kontynuował wielkie dzieło ojca – Bibliografię Polską; w latach 1908–1939 opracował tomy XXIII-XXXIII, poszerzył sposób zapisu danych. Był także redaktorem wydawanej przez PAU Encyklopedii Polskiej. Odnalazł i opublikował Najstarszy zbiór przywilejów i wilkierzy miasta Krakowa (1939), wydał Acta Rectoralia Almae Universitatis Studii Cracoviensis (1908) oraz Opinie prawnicze profesorów Uniwersytetu Krakowskiego w XV stuleciu (1939). Przygotował również edycję pamiętników Kazimierza Władysława Wójcickiego, biskupa Adama Krasińskiego, księgarza Ambrożego Grabowskiego (dziada ze strony matki). Zajmował się twórczością Adama Asnyka, Juliusza Słowackiego, Michała Bobrzyńskiego; sam napisał kilka wierszy (niepublikowanych), był autorem przekładów wierszy Johanna Wolfganga Goethego, Heinricha Heinego, Alfreda de Musseta.
Jego syn Karol był historykiem sztuki, profesorem Uniwersytetu Jagiellońskiego, kontynuatorem Bibliografii Polskiej; córka Krystyna (zamężna z Konstantym Grzybowskim, profesorem historii państwa i prawa na UJ) została pisarką, autorką książek dla młodzieży oraz Kroniki rodzinnej rodu Estreicherów.
Niektóre inne prace Stanisława Estreichera:
- Szekspir w Polsce w XVIII wieku (1893)
- Adam Asnyk. Studyum (1897)
- Przyczynek do paremiografii polskiej (1897)
- Ustawy przeciwko zbytkowi w dawnym Krakowie (1897)
- Sądownictwo rektora UJ (1898)
- Pamiętniki X bpa A. Krasińskiego (1900)
- Wypraszanie od kary śmierci w historyi prawa i obyczaju ludu (1902)
- Kodeks Hammurabiego (1905)
- Nieznane teksty ortyli magdeburskich (1928)
- Frymark i freimarkt (1929)
- Pacyfizm w Polsce XVI stulecia (1930)
- Wedle zasad moralności Chrystusowej (1930)
- Kultura prawnicza w Polsce XVI wieku (1931)

## Ordery i odznaczenia
- Krzyż Komandorski z Gwiazdą Orderu Odrodzenia Polski (2 maja 1923)[8]
- Złoty Krzyż Zasługi (11 listopada 1936)[9]